# Frenchman's Cay
Frenchman's Cay is een eiland behorend tot de Britse Maagdeneilanden, een Britse Kroonkolonie. Het ligt ten zuidwesten van het hoofdeiland Tortola waar het met een korte brug mee is verbonden. Frenchman's Cay en West End op Tortola vormen samen de baai Soper's Hole.

## Geschiedenis
In 1615 meldden Spaanse bronnen dat de Nederlandse kaper Joost van Dyk zich op de maagdeneilanden had gevestigd, en een nederzetting had gesticht bij Soper's Hole. Hij hield zich voornamelijk bezig met de handel in tabak en katoen met Puerto Rico, maar er bevonden zich ook piraten in zijn nederzetting.
De baai was een goede uitvalsbasis voor piraten omdat de schepen verborgen aan de baai konden liggen, en er vanaf de heuvels goed zicht was op schepen die de Sir Francis Drake Channel passeerden. Naar verluidt werd Soper's Hole in de 18e eeuw gebruikt door de Engelse piraat Zwartbaard. De baai is vernoemd naar McCuthbert Soper, die in de 18e eeuw een plantage had in het gebied.
In de 20e eeuw werd op Frenchman's Cay een jachthaven aangelegd, en bevinden zich restaurants, huizen, hotels en winkels op het eiland. In 2022 werd de brug naar het hoofdeiland vervangen door een bredere brug. In West End aan de kant van Tortola bevindt zich een veerboothaven waar de veren naar Jost Van Dyke, Saint Thomas en Saint John vertrekken. De laatste twee eilanden behoren tot de Amerikaanse Maagdeneilanden.

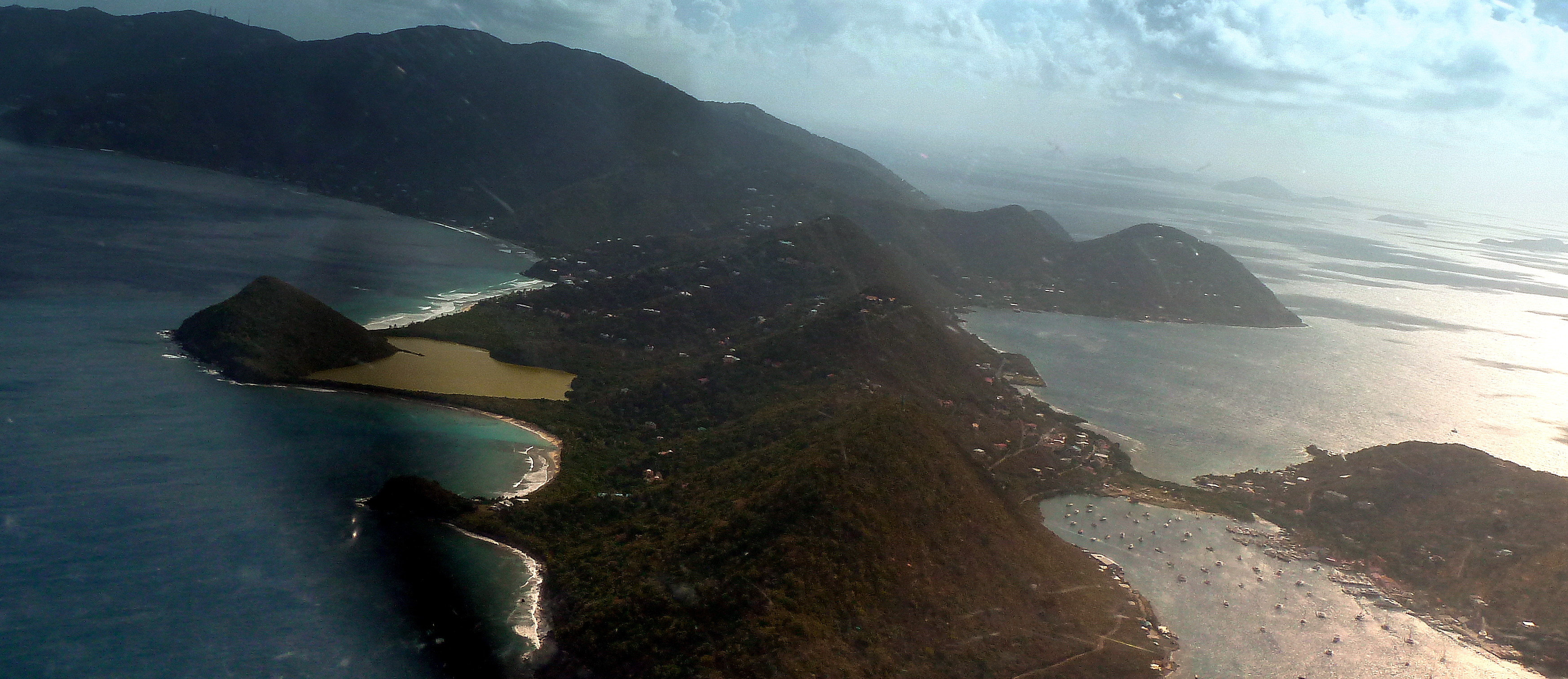
Luchtfoto van het westen van Tortola. Frenchman's Cay ligt rechtsonder

Anegada · Beef Island · Cooper Island · Dead Chest Island · Frenchman's Cay · Ginger Island · Jost Van Dyke · Necker Island · Norman Island · Peter Island · Salt Island · Tortola · Virgin Gorda